# Гоцкий сельсовет
Гоцкий сельсовет — административная единица на территории Солигорского района Минской области Республики Беларусь. Административный центр — агрогородок Гоцк.

## Состав
Гоцкий сельсовет включает 1 населённый пункт:
- Гоцк — агрогородок.